# Powiat Bolkenhain

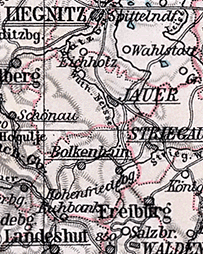
Kreis Bolkenhain, 1905 r.

Powiat Bolkenhain (niem. Kreis Bolkenhain, pol. powiat bolkowski) – niemiecki powiat istniejący w okresie od 1741 do 1932 r. na terenie prowincji śląskiej.
Powiat Bolkenhain należał początkowo do rejencji wrocławskiej pruskiej Prowincji Śląsk, jednak w 1816 r. został przeniesiony do rejencji dzierżoniowskiej, a po likwidacji tej rejencji już w 1820 r. wrócił w skład rejencji wrocławskiej. W 1932 r. został zlikwidowany poprzez włączenie do powiatu Landeshut.
W 1910 r. powiat obejmował 91 gmin o powierzchni 359,18 km² zamieszkanych przez 29.991 osób.